# Diagrama de fluxo de sinal
Um grafo de fluxo de sinal (GFS) ou diagrama de fluxo de sinal ou Grafo de Mason, inventado por Claude Shannon, é um grafo de fluxo peculiar cuja estrutura configura um grafo orientado (também conhecido como dígrafo) no qual os nós representam as variáveis do sistema ao passo que as setas (o fluxo) representam conexões funcionais entre os pares de nós. Os GFSs são mais comumente usados para representar o fluxo de sinal em um sistema físico e em seu(s) controlador(es), formando um sistema ciber-físico. Entre seus outros usos, estão a representação do fluxo de sinal em várias redes e amplificadores eletrônicos, filtros digitais, filtros de estado variável e alguns outros tipos de filtros analógicos. Em quase toda a literatura, um grafo de fluxo de sinal está associado a um conjunto de equações lineares .

## História
Wai-Kai Chen escreveu: "O conceito de grafo de fluxo de sinal foi originalmente elaborado por Shannon [1942]  para lidar com computadores analógicos. O maior crédito pela sua formulação é, no entanto, normalmente atribuído a Mason [ 1953], [1956]. Ele mostrou como usar a técnica para resolver alguns problemas eletrônicos difíceis de uma maneira relativamente simples. O termo grafo de fluxo de sinal foi usado devido às suas primeiras aplicações, as quais envolviam resolução de problemas eletrônicos".
Lorens escreveu: "Antes do trabalho de Mason, Claude Shannon  trabalhou na elaboração de várias propriedades nas quais hoje são baseados os grafos de fluxo. Infelizmente, o artigo originalmente tinha uma classificação restrita e pouquíssimas pessoas tiveram acesso ao material." 
"As regras para a avaliação do determinante gráfico de um Grafo de Mason foram dadas e comprovadas por Shannon [1942] usando indução matemática. Seu trabalho permaneceu essencialmente desconhecido mesmo depois que Mason publicou seu trabalho clássico em 1953. Três anos depois, Mason [1956 ] redescobriu as regras e as provou considerando o valor de um determinante e como ele muda conforme as variáveis são adicionadas ao grafo. [...] " 

## Domínio de aplicação
Robichaud, entre outros autores, identifica o domínio de aplicação dos GFSs da seguinte maneira:
"Todos os sistemas físicos análogos a essas redes [construídos com transformadores ideais, elementos ativos e giradores] constituem o domínio de aplicação das técnicas desenvolvidas [aqui]. Trent  mostrou que todos os sistemas físicos que satisfazem as seguintes condições caem nessa categoria.
1. O sistema agrupado finito é composto por várias partes simples, cada uma com propriedades dinâmicas conhecidas que podem ser definidas por equações usando dois tipos de variáveis escalares e parâmetros do sistema. Variáveis do primeiro tipo representam quantidades que podem ser medidas, pelo menos conceitualmente, anexando um instrumento de medida a dois pontos de conexão do elemento (em paralelo), tais como velocidades e posições relativas, diferenciais de pressão e tensões. Variáveis do segundo tipo caracterizam quantidades que podem ser medidas conectando um medidor em série ao elemento, tais como correntes elétricas, forças e taxas de fluxo de calor. Firestone foi o primeiro a distinguir esses dois tipos de variáveis com os nomes variáveis de malha e variáveis de nó, respectivamente.
2. Variáveis do primeiro tipo devem obedecer a uma lei de malha, análoga à Lei das Malhas de Kirchhoff, enquanto que variáveis do segundo tipo devem satisfazer uma análoga à Lei dos Nós de Kirchhoff (ver Leis de Kirchhoff).
3. As dimensões físicas derivadas dos produtos apropriados das variáveis dos dois tipos devem ser consistentes. Para os sistemas nos quais essas condições são atendidas, é possível desenhar um grafo linear isomórfico com as propriedades dinâmicas do sistema, conforme descrito pelas variáveis escolhidas. As técnicas [...] podem ser aplicadas diretamente a esses grafos lineares, bem como a redes elétricas, para obter um grafo de fluxo de sinal do sistema ".

## Conceitos básicos de grafos de fluxo
A ilustração a seguir e seu significado foram introduzidos por Mason para ilustrar conceitos básicos:

(a): Grafo de fluxo simples, (b): Os fluxos de (a) incidentes no nó 2, (c): Os fluxos de (a) incidente no nó 3

Em um Grafo de Mason, um fluxo é representado por uma seta, de forma que o nó para o qual ela aponta é aquele que o recebe (nó receptor), isto é, é aquele que possui alguma dependência funcional do nó que enviou a ele o fluxo (nó emissor). É importante ressaltar que isso não implica algum tipo de influência do nó receptor no emissor (ver inversão de causa e efeito). Em cada nó i, as variáveis de entrada são processadas por uma função associada ao nó, a qual chamaremos aqui de Fi . O grafo de fluxo em (a) representa um conjunto de relações explícitas:
{\displaystyle {\begin{aligned}x_{\mathrm {1} }&={\text{variável independente (nó isolado)}}\\x_{\mathrm {2} }&=F_{2}(x_{\mathrm {1} },x_{\mathrm {3} }){\text{ (nó dependente)}}\\x_{\mathrm {3} }&=F_{3}(x_{\mathrm {1} },x_{\mathrm {2} },x_{\mathrm {3} }){\text{ (nó dependente)}}\\\end{aligned}}}
O nó x1 é um nó isolado porque não recebe nenhum fluxo (é considerado uma variável de entrada, ou parâmetro do grafo, podendo todos os nós dependentes serem expressos direta ou indiretamente em função dos isolados); as equações para x2 e x3 têm seus grafos mostrados nas partes (b) e (c) da figura.
Essas relações definem para cada nó uma função que processa os sinais de entrada que ele recebe. Cada nó dependente combina os sinais de entrada de alguma maneira e transmite um único tipo de sinal para suas saídas, podendo ele ou não ser modificado por operações realizadas ao longo do fluxo. "Um grafo de fluxo, como definido originalmente por Mason, implica um conjunto de relações funcionais, lineares ou não."  O grafo mais comum, no entanto, é o linear, isto é, valem as propriedades de multiplicidade e de aditividade nas funções nodais. Nesse sentido, o valor do nó será a soma dos fluxos que recebe. Assim:
{\displaystyle x_{2}=f_{21}(x_{1})+f_{23}(x_{3})}
{\displaystyle x_{3}=f_{31}(x_{1})+f_{32}(x_{2})+f_{33}(x_{3})\ ,}
Acima, as funções fij estão associadas ao fluxo que o nó i recebe, isto é, são funções que operam o sinal do fluxo no fluxo, antes de chegar ao nó. Para sistemas desse tipo, a grandeza física que chega ao final de cada fluxo deve ser a mesma para todos os outros fluxos que estão entrando no nó para que se mantenha a consistência da abstração. A convenção mais comumente utilizada dispensa a necessidade da notação f como nome da função do fluxo, mas exige a ordem ij, em que i é o nó receptor e j é o nó emissor. Aqui cabe uma observação de nomenclatura, uma função f33 é chamada de auto-loop. Frequentemente, essas funções são simplesmente fatores multiplicativos (geralmente chamados de transmitâncias ou ganhos), por exemplo, fij(xj) = cijx j, em que c é um escalar, mas possivelmente uma função de algum parâmetro como a variável de transformação s da Transformada de Laplace. Os grafos de fluxo de sinais são frequentemente usados com sinais transformados por Laplace e, neste caso, a transmitância, c(s), é frequentemente chamada de função de transferência .

## Grafos lineares de fluxo de sinal

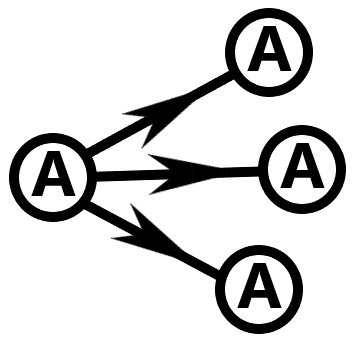
(a) Amostra

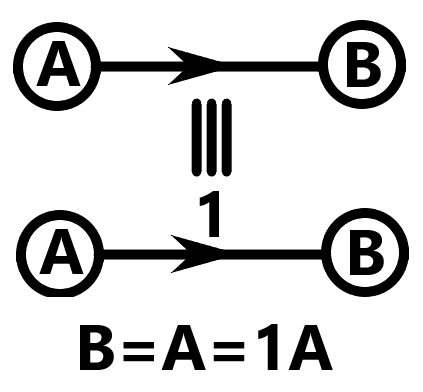
(b) Fluxo conservativo

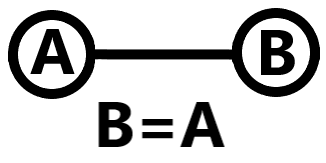
(c) Extensor de nó

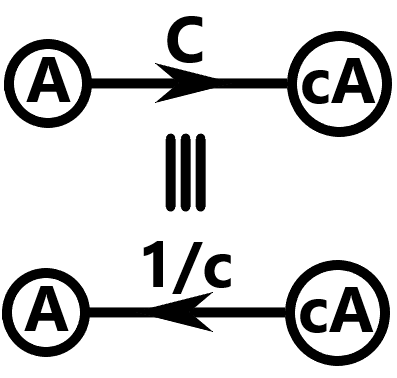
(d) Ganho

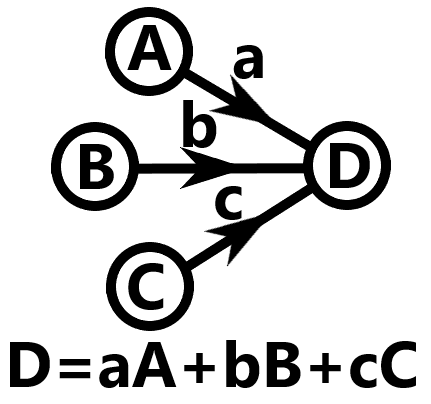
(e) Combinação linear

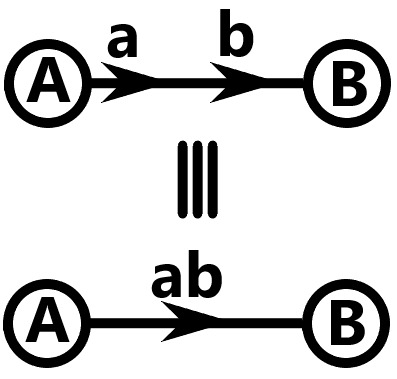
(f) Associação em série

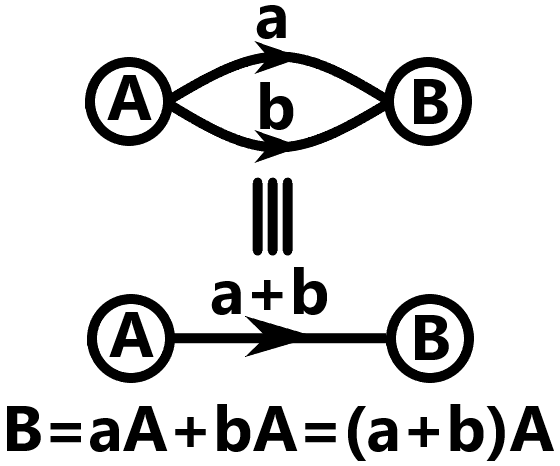
(g) Associação em paralelo

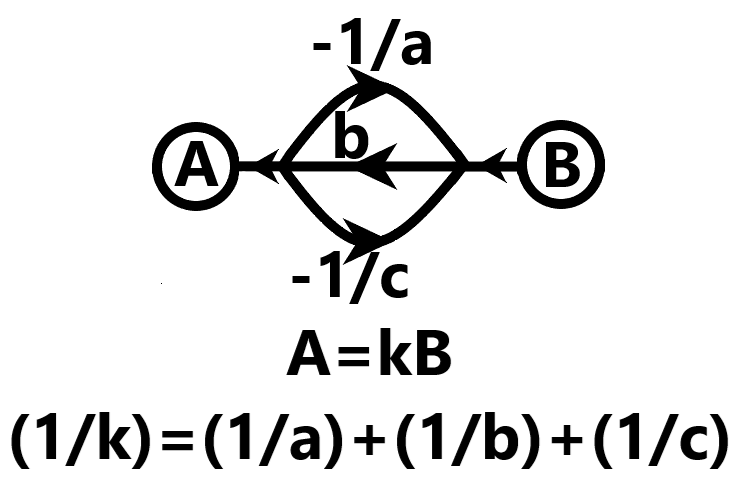
(h) Associação equipotencial

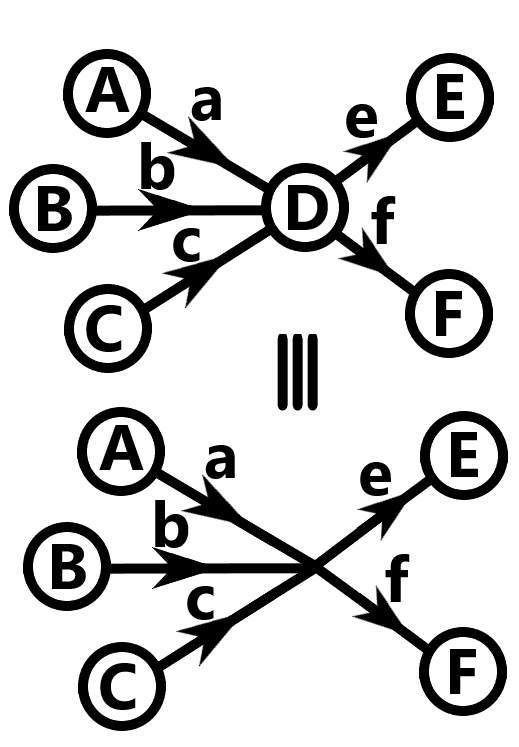
(i) Supressão de nó intermediário

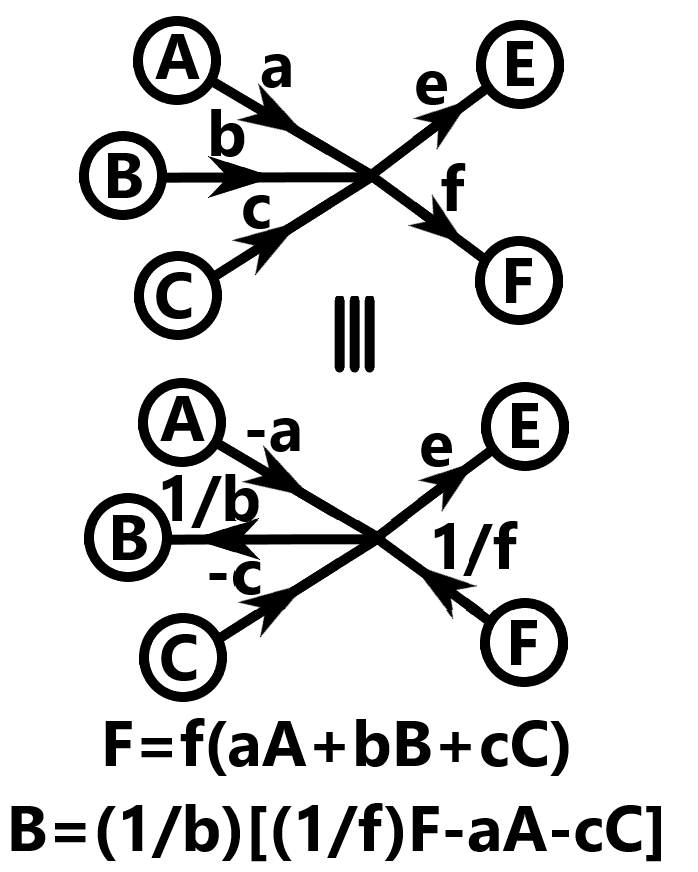
(j) Inversão de fluxo de combinação linear do caminho BF para o caminho FB

### Teorema da Conservação das Entradas
Supondo um nó A com um número n de entradas, tal que {\displaystyle n\neq 0}(nó dependente). Em prol da coerência do grafo, estará incorreto alterar n para um valor {\displaystyle m\neq 0}(é válido transformar um nó dependente em um isolado e vice-versa), seja adicionando ou subtraindo a quantidade de entradas ao converter algumas das existentes em saídas ou ao incidir novos fluxos no nó.

#### Prova
Como A é uma combinação linear das entradas, já que se trata de um nó em um grafo linear, então tem-se que:
{\displaystyle \mathrm {A} =\sum _{k=1}^{n}\alpha _{k}\mathrm {B} _{k}}
{\displaystyle n=a+b\qquad \land \qquad m=b+c}
O nó A' deve sempre permanecer com estrutura interna constante, mesmo que a quantidade de entradas varie de n para m. A quantidade 'a representa os fluxos de entrada que se converteram em de saída, a 'b' representa os que se mantiveram de entrada e a 'c' representa os que foram adicionados ao nó A. Dessa forma:
{\displaystyle \mathrm {A} =\sum _{k=1}^{b}\alpha _{k}\mathrm {B} _{k}+\sum _{k=b+1}^{n}\alpha _{k}\mathrm {B} _{k}=\sum _{k=1}^{b}\alpha _{k}\mathrm {B} _{k}+\sum _{k=b+1}^{m}\alpha _{k}\mathrm {B} _{k}}
{\displaystyle \sum _{k=b+1}^{n}\alpha _{k}\mathrm {B} _{k}=\sum _{k=b+1}^{m}\alpha _{k}\mathrm {B} _{k}}
Sendo {\displaystyle \alpha _{k}\mathrm {B} _{k}}variáveis, {\displaystyle \Box n=m\Longrightarrow a=c}, isto é, a quantidade de novos fluxos incidentes deve ser a mesma que a quantidade de antigos fluxos de entrada alterados para fluxos de saída.

### Nó Isolado/Entrada
É um nó que não possui fluxos de entrada, apenas fluxos de saída.

### Nó Dependente
É um nó que possui fluxos de entrada. É sempre suprimível, isto é, sua representação simbólica não é necessária. Ver figura (i).

### Nó de Saída/Saída
É o nó dependente de interesse, sobre o qual será construída a função de transferência a partir da Lei de Mason.

### Caminho
Associação em série do conjunto de fluxos consecutivos contínuos entre dois nós.

### Caminho Direto (Gk{\displaystyle G_{k}})
Caminho que nunca passa mais de uma vez por um mesmo nó intermediário.

### Loop (L)
É um caminho direto cujos nós extremos são, na verdade, o mesmo nó.

### Determinante de Grafo (Δk{\displaystyle \Delta _{k}})
Valor associado ao grafo entre dois pontos dado pela seguinte equação (k é superíndice):
{\displaystyle \Delta _{k}=\sum _{n=0}(-1)^{n}\sum \prod _{i=0}^{n}L_{n_{i}}^{k}}
Onde {\displaystyle L_{n_{i}}^{k}}é o loop que não possui um fluxo em comum com {\displaystyle L_{n_{j}}^{k}}, para {\displaystyle i\neq j}. O caminho direto é representado por {\displaystyle L_{n_{0}}^{k}=1}. O {\displaystyle k=0}representa o auto-loop da entrada (nó de início do caminho direto), que sempre possui valor unitário (para evitar absurdos), que sempre está presente no grafo, seja virtual ou efetivamente. {\displaystyle \Delta _{0}}representa o determinante do grafo entre os dois nós extremos.

### Lei de Mason
A Lei de Mason, conhecida, também, como Fórmula de Ganho de Mason, dá o ganho equivalente entre dois nós a partir do grafo de fluxo de sinal. É dada pela seguinte fórmula:
{\displaystyle G_{0}\Delta _{0}=\sum _{i=1}^{N}G_{i}\Delta _{i}}

### Ganho ou Transferência
O ganho é a razão do nó receptor pelo nó emissor. Ver figura (d).

### Delegação de Entradas

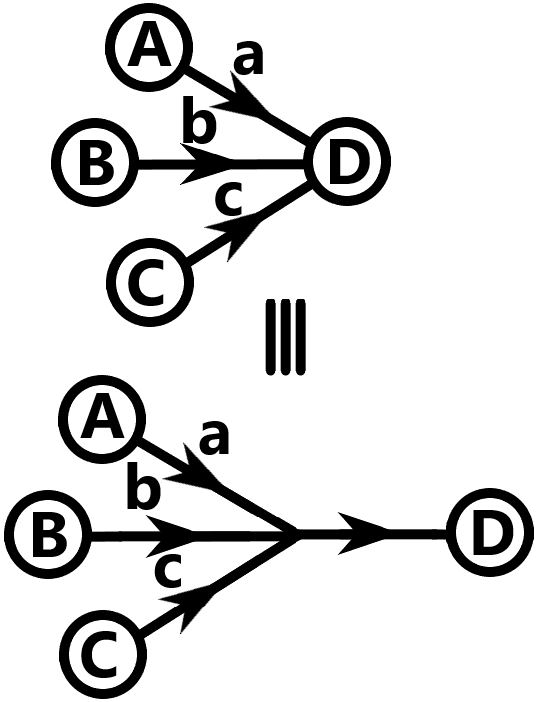
(k) Delegação das entradas

É sempre possível delegar todas as entradas de um nó a um novo intermediário, conectando-o por um fluxo conservativo ao nó antigo. Tal técnica não viola o Teorema da Conservação das Entradas, pois para executar tal modificação no grafo, é necessário cancelar todas as entradas do nó antigo (transformá-lo de dependente para isolado), criar o novo nó e, por fim, conectar o novo nó ao antigo (de isolado para dependente). Ver figura (k).

### Inversão de Fluxo
A inversão de fluxo entre dois nós A e B inverte o sentido do fluxo de todo o caminho direto entre A e B, invertendo os ganhos do caminho e multiplicando por (-1) as demais entradas de todos os nós intermediários (apenas as que não estão no caminho direto). Ver figura (j).